# Брест-Южный
Бре́ст-Южный — неэлектрифицированная железнодорожная станция в городе Брест (Белоруссия), один из вокзалов г.Бреста . Между платформами о.п. Берёзовая Роща и о.п. Юго-Запад в Бресте.
На станции 4 пути. У первого и второго, если считать от вокзала, расположены пассажирские боковая и островная  низкие платформы. Главный путь — третий, по нему осуществляется безостановочный пропуск поездов. Четвёртый используются для отстоя грузовых составов.